# Thông thiên
Thông thiên hay huỳnh liên (danh pháp hai phần: Thevetia peruviana, tên khác là Cascabela thevetia), là loài cây thuộc họ Trúc đào có lá hình mác, mọc so le, thân cây cao khoảng 3 đến 4 mét. Thông thiên có xuất xứ từ châu Á, thường gặp ở một số nơi như Kula, Maui, Hawaii...
Cây thân gỗ. Toàn cây có tiết mũ màu trắng. Ở Việt Nam, hoa thông thiên có màu vàng rực, ở một số nơi khác hoa có màu vàng cam, hoa thường có 5 cánh. Trái có hình thoi màu xanh.
Cây làm thuốc trợ tim cho các trường hợp suy tim, loạn nhịp,…

## Thư viện ảnh

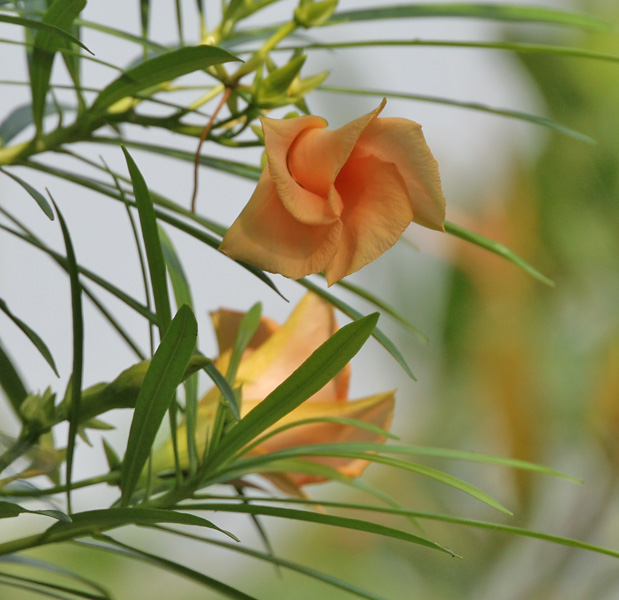
lá và hoa
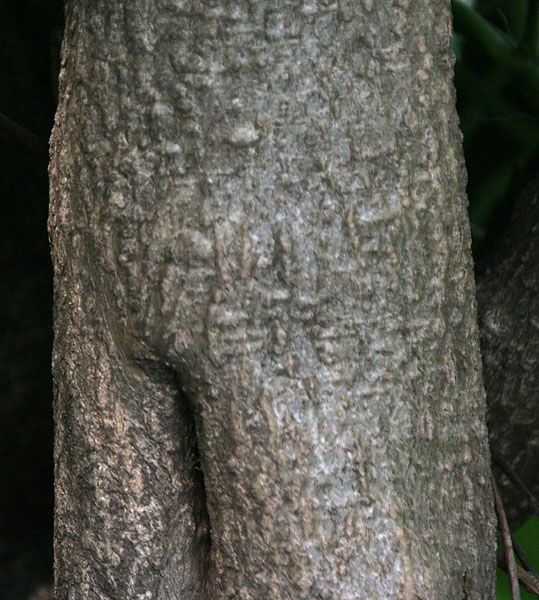
thân
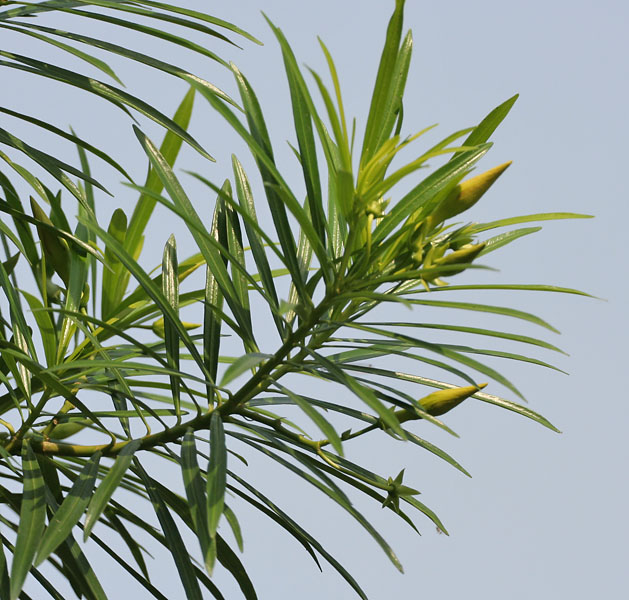
lá và nụ hoa
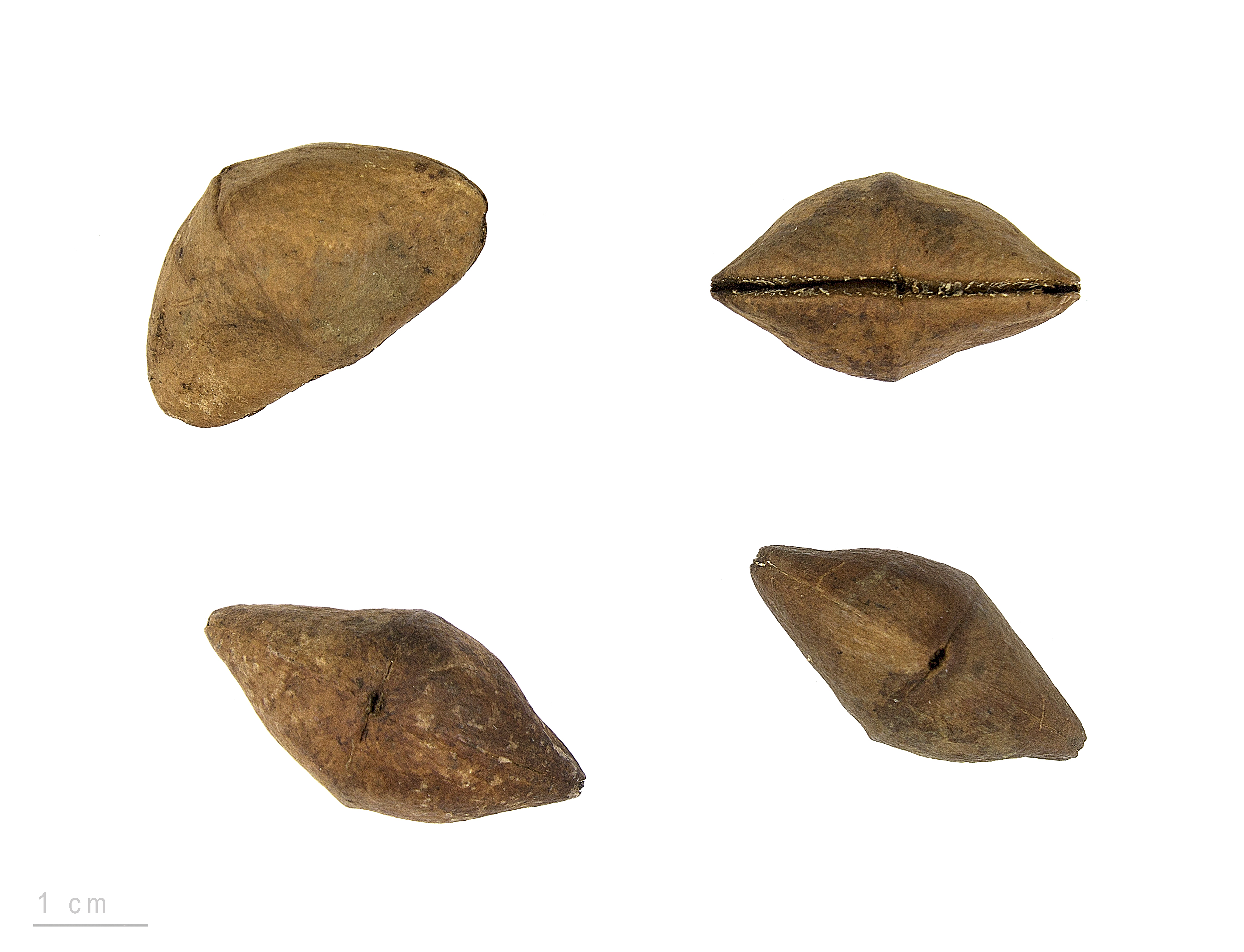
Thevetia peruviana - Museum specimen